# بني زراولاو (باب برد)
بني زراولاو هي إحدى مشيخات المملكة المغربية، تتبع جغرافيا لإقليم شفشاون وإداريًا لباب برد. يقدر عدد سكانها بـ 9257 نسمة حسب الإحصاء الرسمي للسكان والسكنى لسنة 2004.